# 苏尔姆河畔凯因多夫
苏尔姆河畔凯因多夫是奥地利施蒂利亚州莱布尼茨县的一个市镇。总面积6.55平方公里，总人口2451人，人口密度374.2人/平方公里（2005年）。